# Trichosteleum grosso-papillatum
Trichosteleum grosso-papillatum là một loài rêu trong họ Sematophyllaceae. Loài này được Broth. mô tả khoa học đầu tiên năm 1901.